# Sant'Elia a Pianisi
Sant'Elia a Pianisi es una comuna italiana situada en la provincia de Campobasso, en la región de Molise. Tiene una población estimada de 1506 habitantes (ISTAT 2025).

## Geografía
El comune está ubicada en la mitad sur de la península italiana, a unos 20 km al noreste de Campobasso.
Sant'Elia a Pianisi limita con las comunas de: Bonefro, Carlantino, Colletorto, Macchia Valfortore, Monacilioni, Ripabottoni, San Giuliano di Puglia.

## Evolución demográfica
A fecha de 31 de diciembre de 2004 la población era de 2178 habitantes en un área de 67.8 km².
| Gráfica de evolución demográfica de Sant'Elia a Pianisi entre 1861 y 2001 |
|                                                                           |
| Fuente ISTAT - elaboración gráfica de Wikipedia                           |